# Bulbophyllum tenue
Bulbophyllum tenue är en orkidéart som beskrevs av Rudolf Schlechter. Bulbophyllum tenue ingår i släktet Bulbophyllum och familjen orkidéer. Inga underarter finns listade i Catalogue of Life.